# Guerre veneziano-genovesi
Le guerre veneziano-genovesi furono quattro conflitti tra la Repubblica di Venezia e la Repubblica di Genova che si svolsero tra il 1256 e il 1381, risolte quasi interamente tramite scontri navali e collegate le une alle altre da interludi durante i quali episodi di pirateria e violenza tra le due comunità commerciali italiane nel mar Mediterraneo e nel mar Nero furono all'ordine del giorno, in un clima da "guerra fredda".
A partire dall'XI secolo, Venezia e Genova avevano costruito degli imperi commerciali divenuti, nel XIII secolo delle talassocrazie tanto solide da estromettere le altre repubbliche marinare e da fare delle due città interlocutori privilegiati di compagini statali quali l'Impero Romano d'Oriente, il Regno d'Ungheria, ecc. Nella seconda metà del Duecento le tensioni tra la Serenissima e la Superba, acuite dal controllo marciano su Costantinopoli a seguito della Quarta crociata, esplosero. Il primo conflitto, noto come "Guerra di San Saba" (1256-1270), al netto della vittoria veneziana, non minò la crescente potenza genovese a Costantinopoli e nel Mar Nero. Il secondo conflitto (1294-1299) registrò una rivincita dei liguri con significative vittorie militari. Dopo un'alleanza di circostanza contro i Mongoli durante l'assedio di Caffa (1346), la Serenissima e la Superba tornarono a scontrarsi nella "Guerra degli Stretti" (1350-1355), durante la quale Venezia trascinò nella contesa il Regno d'Aragona, emergente rivale "tirrenico" di Genova, che nuovamente si concluse con uno stallo con una vittoria militare genovese a caro prezzo. Il quarto conflitto, la "Guerra di Chioggia" (1377-1381) vide Venezia circondata da vari fronti con i genovesi all'ingresso della Laguna veneta ma, con un enorme sforzo bellico, la Serenissima conseguì la vittoria finale, salvando la città dalla distruzione, pur al netto di un esborso economico debilitante. Atti di pirateria tra Veneziani e Genovesi (sottoposti al controllo francese nel frattempo) continuarono fino alla vittoria veneziana nella battaglia di Modone (1403). Trent'anni dopo, le due repubbliche tornarono ad affrontarsi nella Battaglia di San Fruttuoso (1431) ma nel contesto delle Guerre di Lombardia e con una Superba allora assoggettata ai Visconti di Milano.
La vera causa della tregua tra Venezia e Genova a partire dal XV secolo fu il coinvolgimento delle stesse in sistematici conflitti con altre potenze: per la Superba il confronto con l'Aragona, poi concluso dall'assoggettamento dei liguri al Regno di Spagna nel XVI secolo; per la Serenissima il logorante, plurisecolare conflitto con il Gran Turco. In generale, la minaccia ottomana ai commerci ed alle coste di tutto il Mediterraneo, soprattutto grazie all'alleanza tra il sultano d'Istanbul ed i corsari barbareschi, favorì l'avvicinamento e la collaborazione tra le due antiche rivali, es. nella Battaglia di Lepanto. Allo stesso tempo, il calo della quota di commercio mondiale transitante per il Mediterraneo durante l'Età delle scoperte vanificò le ambizioni di dominio commerciale delle repubbliche italiane e le conseguenti tensioni. Osservando il quadro generale delle guerre veneziano-genovesi, si può osservare come ,nonostante una significativa superiorità militare genovese, questa serie di guerre danneggiò le risorse di ambo le parti, portando la Superba in una lunga serie di lotte intestine, a vantaggio dei suoi vicini.

## Antefatto

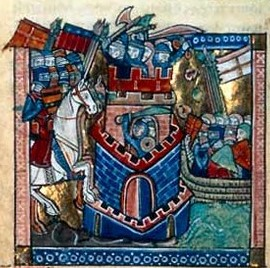
L'assedio di Antiochia - miniatura francese del XIII secolo.

La ripresa economica che si ebbe in Europa a partire dal IX secolo, abbinata all'insicurezza delle vie di comunicazione terrestri, fece sì che le principali rotte commerciali si sviluppassero lungo le coste del mar Mediterraneo: in questo contesto, e data la crisi dei poteri centrali, alcune città portuali della Penisola italiana furono in grado di acquisire sempre maggiore autonomia, fino a ricoprire un ruolo di primo piano nello scenario europeo. I traffici di queste città raggiungevano l'Africa e soprattutto l'Asia, inserendosi efficacemente tra la potenza marittima bizantina e quella islamica, con le quali si stabilì un rapporto complesso di competizione e di collaborazione per il controllo delle rotte mediterranee. Le Crociate offrirono l'occasione a queste città, le cosiddette repubbliche marinare (Amalfi, Genova, Venezia, Pisa, Ancona e Ragusa) di espandere i commerci, per altro già attivi, con il Levante: migliaia di abitanti di queste città si riversarono in Oriente, creando fondachi, colonie e stabilimenti commerciali, supportando i Crociati sia logisticamente (es. i Genovesi rifornirono le truppe di Boemondo d'Altavilla impegnate nell'Assedio di Antiochia) sia con la fornitura di armati e supporto militare.

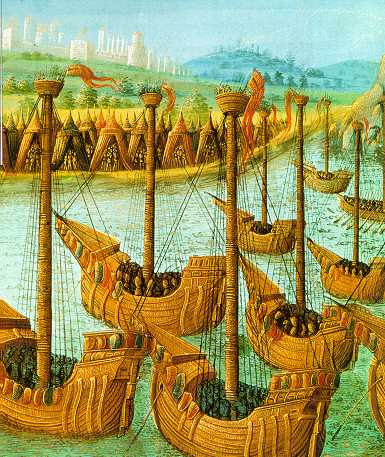
La flotta veneziana sbarca a Costantinopoli la Quarta crociata - miniatura francese del XV secolo.

Nel corso del XII secolo, furono la "Serenissima" Repubblica di Venezia (interlocutore commerciale "eccellente" di Bisanzio sin dalla cosiddetta Crisobolla del 1082) e la "Superba" Repubblica di Genova ad emergere come potenze dominanti tra le repubbliche marinare, creando delle vere e proprie talassocrazie attraverso il Mediterraneo. Al principio del XIII secolo, gli equilibri politico-commerciali mediterranei vennero incrinati dalla conquista latina di Costantinopoli (1204) durante la Quarta crociata che fece della Serenissima la padrona incontestata dei traffici con l'Oriente, ormai estesisi, in quel periodo, al Mar Nero, snodo commerciale lungo la via della seta.
Nel marzo 1261, l'imperatore bizantino-niceno Michele VIII Paleologo si alleò con Genova per riconquistare Costantinopoli ai Latini e firmò il trattato di Ninfeo che concedeva ai liguri importanti privilegi commerciali nel Mar Nero e nel Mediterraneo in cambio del loro attivo supporto contro le altre potenze latine e, soprattutto, Venezia. Costantinopoli fu liberata dai Latini il 25 luglio successivo e Genova vi si poté stabilire, estendendo poi la sua influenza nel Mar Nero, ove raggiunse il Ponto (Anatolia settentrionale) e la Crimea, mentre Venezia ne fu formalmente espulsa (seppur il quartiere veneziano della metropoli continuò ad essere utilizzato e popolato).
Questo primo scontro aperto tra Venezia e Genova, originatosi ben prima della riconquista bizantina della Seconda Roma e dovuto all'inevitabile collisione tra le due talassocrazie, prese il nome di "Guerra di San Saba" (v.si seguito) e fu il preludio d'un conflitto trascinatosi tra alterne vicende fino alle porte del XV secolo.

## Gli schieramenti

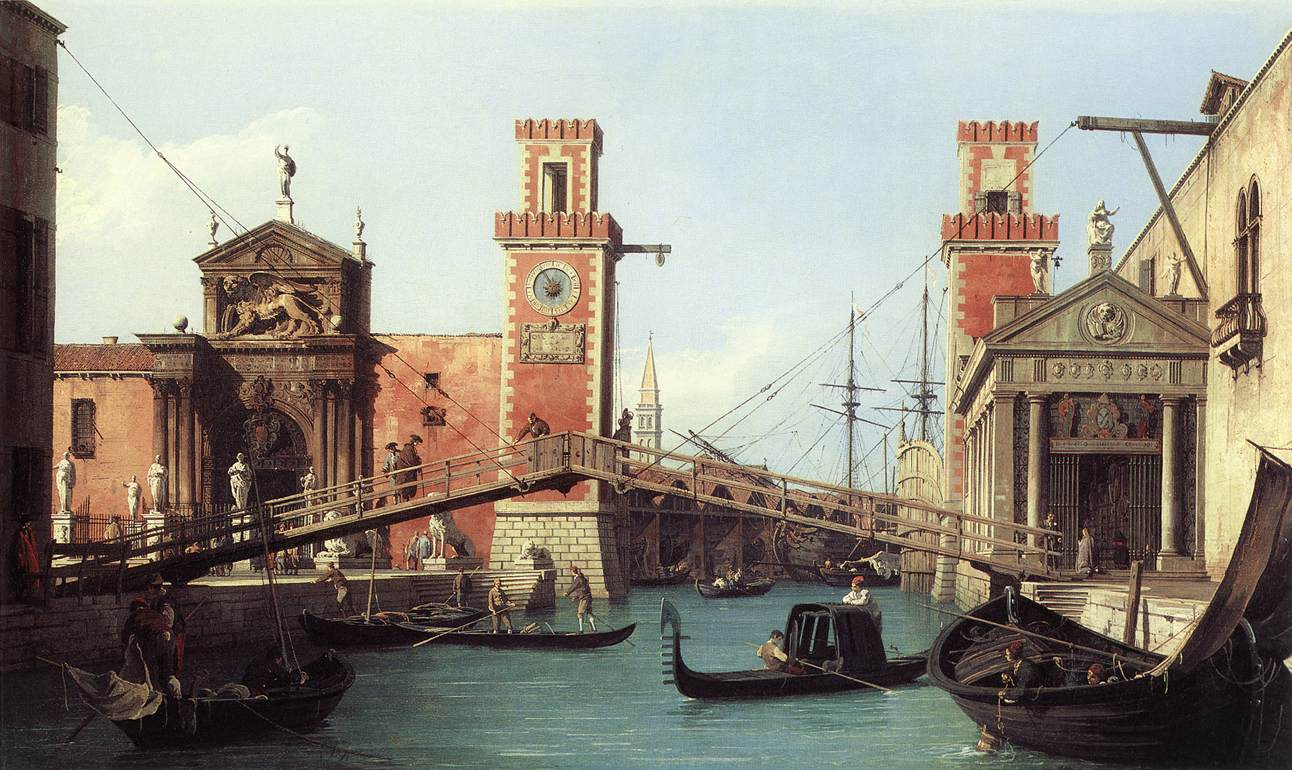
L'Arsenale di Venezia - dipinto del Canaletto (1732)

Il ruolo fondamentale svolto dalla marineria nel sostentamento delle repubbliche marinare italiane spinse le stesse ad organizzare e sovvenzionare i primi arsenali marittimi d'Europa.

Esemplare fu il caso di Venezia. Nei tempi più antichi, le navi veneziane venivano realizzate nei numerosi cantieri privati sparsi per la città e per la Laguna, gli squeri (dal veneziano: squara, cioè "squadra", l'attrezzo utilizzato per le costruzioni). A partire dal XII secolo, tutte queste attività finirono per concentrarsi in un unico grande cantiere pubblico: l'Arsenale di Venezia, vero cuore della marina veneziana, che raccolse ogni tipo di attività, maestranza o materia prima utile alla costruzione delle navi e al funzionamento della flotta. All'interno del complesso vigeva una rigida organizzazione, volta a garantire la piena efficienza del cantiere, organizzato come una vera e propria catena di montaggio. Le realizzazioni interne erano standardizzate, in modo tale da consentire un rapido utilizzo, senza necessità di laboriosi adattamenti, ed una costante disponibilità di pezzi di ricambio per la flotta. Inoltre tutte le materie prime venivano accuratamente selezionate e controllate, per verificarne la qualità e l'efficacia.

Genova fu più lenta ad ammodernare l'apparato produttivo delle flotte, dotandosi di una darsena ed un arsenale soltanto nel 1283.
Sin dal 1268, praticamente unica a quel tempo e chiaramente proprio perché dotata d'un grande cantiere pubblico sempre attivo, Venezia s'era inoltre dotata di una flotta militare permanente per il controllo dell'Adriatico (per i Veneziani semplicemente il Golfo). Attraverso questa forza navale la Repubblica impose la propria autorità su quel mare, che essa percepiva come proprio, pattugliandolo, ispezionando le navi di passaggio ed assaltando tutte quelle ritenute come ostili. Questi anni furono interessati da importanti evoluzioni nella marineria italiana, con la creazione di distinti legni specializzati: la galea sottile per la guerra e la galea grossa per le attività commerciali.

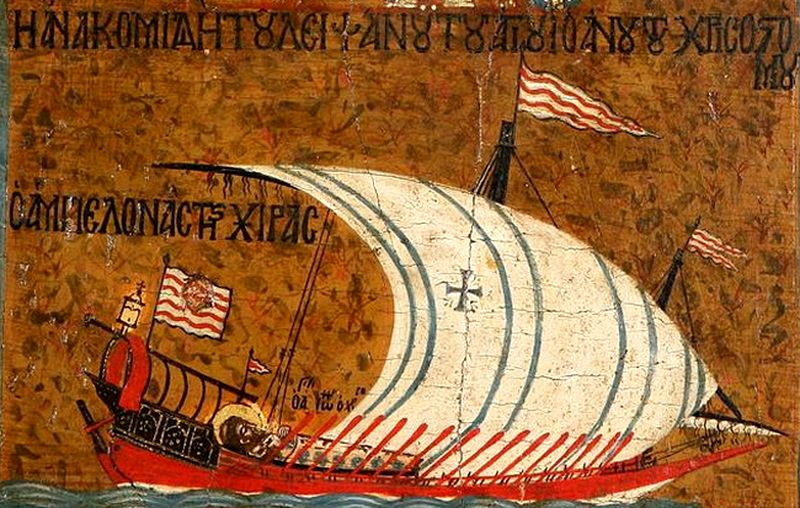
Dipinto del XIV secolo di una galea sottile, proveniente da un'icona al Museo bizantino e cristiano di Atene.

Nel Trecento l'introduzione di nuove tecniche costruttive, del timone centrale (in precedenza le navi venivano mosse da due timoni laterali) e della bussola magnetica, invenzione probabilmente proveniente dalla Cina (è del 1295 il rientro di Marco Polo dai suoi viaggi), modificò radicalmente il modo di andare per mare. È questo il secolo dei più aspri scontri tra la Serenissima e la Superba (es. la Guerra di Chioggia), dove la salvezza di Venezia risiedette probabilmente nell'incredibile capacità di recupero consentitale dal suo Arsenale, che fu in grado, in pochissimo tempo, di ricostituire la flotta perduta e contrattaccare. Già a quest'epoca, infatti, il grande cantiere conservava stabilmente almeno una cinquantina di scafi in disarmo sempre pronti per essere immediatamente allestiti e armati. Il costante stato di conflitto promosse anche ammodernamenti organizzativi nell'Armata, come la costituzione della figura del Capitano generale, un supremo comandante con pieni poteri in tempo di guerra democraticamente eletto: es. Vettor Pisani, Capitano generale marciano durante la Guerra di Chioggia.
Il secolare conflitto tra Genova e Venezia non poté che essere un confronto quasi esclusivamente navale. Solo nella sua ultima declinazione, la Guerra di Chioggia, coinvolgente un teatro bellico più prettamente adriatico ed italiano, si registrarono infatti importanti scontri terrestri. Gli effettivi numeri delle flotte schierate dalle due repubbliche marinare variò di volta in volta:
- durante la guerra di San Saba, le flotte contrapposte schierarono dalle 20-25 alle 40 galee (massimo 50) nei vari scontri, per una media di 30 galee, senza contare navigli di supporto e/o disturbo;
- durante la battaglia di Curzola (1298), le due talassocrazie schierarono imponenti flotte da 80 legni (78 per i veneziani e 95 per i genovesi);
- durante la guerra degli Stretti, Genova e Venezia dovettero schierare, come ai tempi di San Saba, diverse armate, sempre di consistenza media di 30-35 galee;
- durante la guerra di Chioggia vennero emulati i numeri del precedente conflitto.

Durante la loro secolare contesa, Venezia e Genova ricorsero spesso ad alleanze più o meno complesse per attaccarsi a vicenda. Molti degli interlocutori cui le due talassocrazie si rivolsero ebbero un rapporto altalenante con le stesse, ora appoggiando l'una ora l'altra. Anzitutto ambiguo fu sempre il basileus di Bisanzio: se al principio del conflitto veneziano-genovesi i Paleologi appoggiarono la Superba proprio per sgombrare da Costantinopoli i marciani ed i Latini loro alleati, al termine del secolo si rivolsero ai veneziani per contenere lo strapotere dei liguri. In Italia, fu invece il Ducato di Milano, retto dai Visconti, a sfruttare la contesa tra Venezia e Genova per avvantaggiarsi sulle stesse, cambiando schieramento a seconda dei casi.

## Campo di battaglia
Gli scontri veneziano-genovesi si svolsero solitamente al largo delle coste e delle stazioni commerciali che le due repubbliche marinare controllavano sia lungo la Penisola italiana sia altrove nel Mediterraneo e nel Mar Nero.

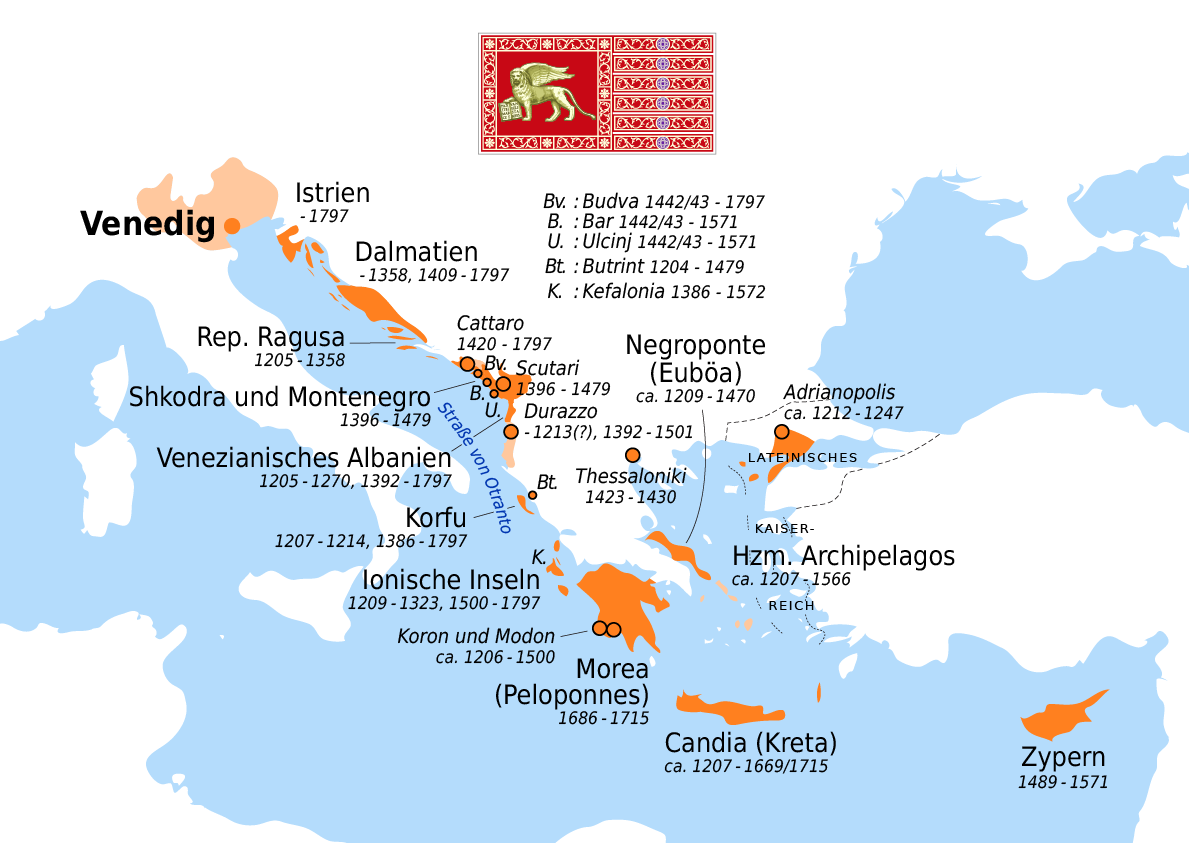
Espansione della Repubblica di Venezia (697-1797).

Venezia aveva costruito le fondamenta del suo impero commerciale grazie alla Crisobolla del 1082, stabilendosi a Costantinopoli, Atene, Salonicco, Tebe, Antiochia, Efeso oltre che nelle isole Eubea e Chio. Nel 1204 estese considerevolmente la sua area d'influenza nel Mediterraneo in seguito alla presa di Zara, alla conseguente annessione della Dalmazia ed al Sacco di Costantinopoli da parte dei Crociati. Nella disposizione tra i crociati riguardo alla distribuzione dei territori conquistati, la Partitio terrarum imperii Romaniae, i Veneziani ricevettero (in teoria) tre ottavi dell'Impero Bizantino, di cui tre ottavi della stessa città di Costantinopoli. Venezia successivamente rinunciò a parte delle sue pretese territoriali, ritenendo che l'essenziale fosse il controllo dei centri commerciali e delle rotte commerciali che attraversano l'ex-impero bizantino. Oltre alle sue posizioni sulla terraferma, la Serenissima approfittò dell'indebolimento bizantino per prendere il controllo di diverse isole greche: nelle Cicladi, ove fu fondato (1207) il Ducato di Nasso; a Creta (1209), ove fu fondato il Ducato di Candia; nelle Isole Ionie (Corfù, Lesbo, Cerigo/Citera, ecc.). La gestione di questi territori fu "mista": a Costantinopoli, il potere era accentrato nella mani di un podestà che rispondeva, teoricamente, per tutto ciò che avveniva nella Romània; nell'Egeo, come anticipato, la Serenissima preferì infeudare i propria nobili e cittadini creando una rete di vassallaggio su modello di quanto fatto dai potentati cristiani francesi con i quali aveva collaborato nella Quarta crociata.

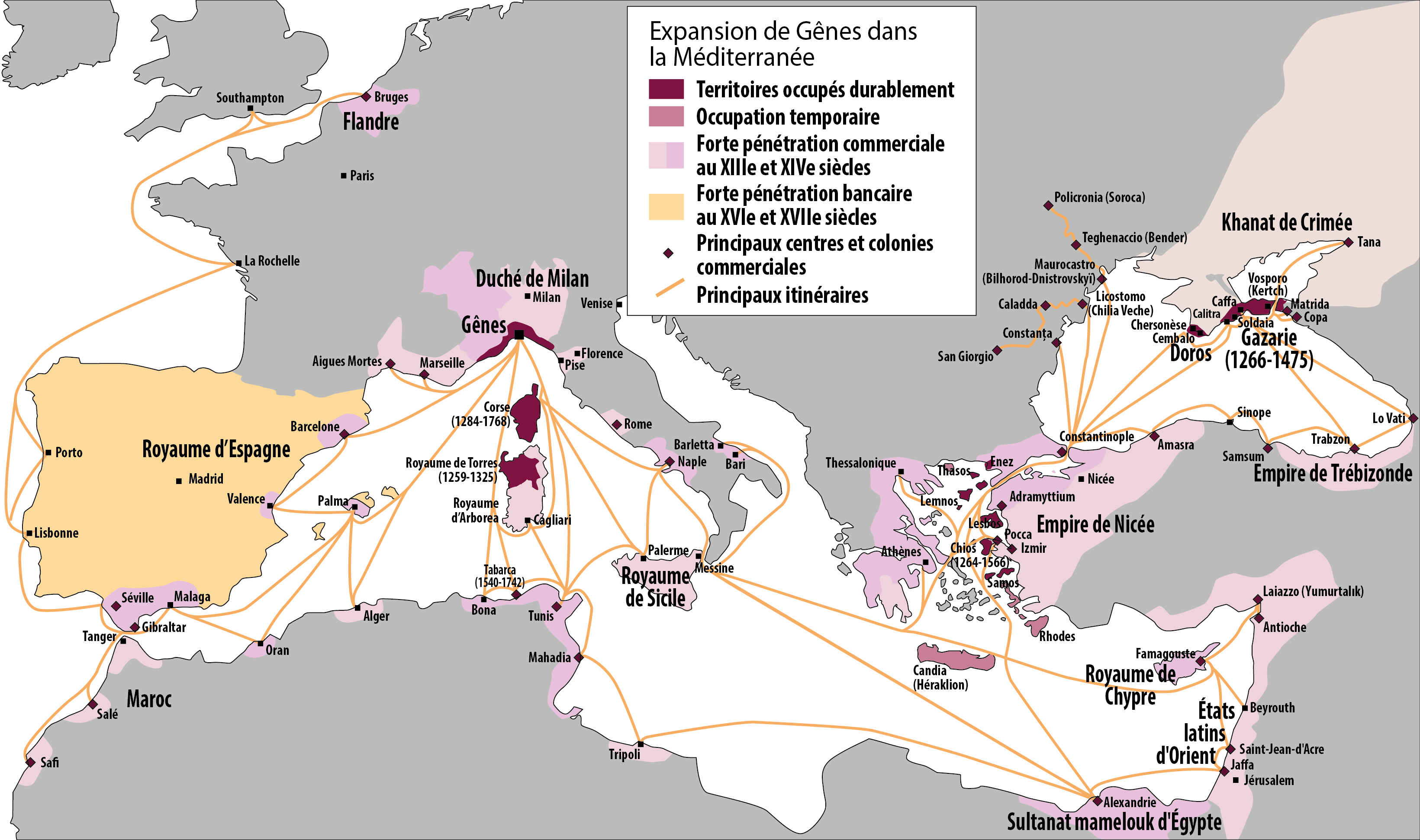
Espansione della Repubblica di Genova (1099-1797).

Genova si affermò come potenza marittima in seguito ad una serie di vittorie contro la Repubblica di Pisa tra il 1118 e il 1131. Nel 1191 prese possesso di Monaco, sul cui principato attualmente indipendente regna ancora la famiglia genovese dei Grimaldi. A seguito del Trattato di Ninfeo (1261) con i bizantini, la Superba ottenne l'accesso al Mar Nero, dove stabilì diversi scali commerciali intorno alla Crimea (es. Gazaria), il cui porto principale, Caffa, fu fondato intorno al 1266, un insediamento stabile a Costantinopoli nel distretto di Pera ed altri in Anatolia: nelle città di Focea e Scalanova (attuale Kuşadası) sul versante mediterraneo, Trebisonda, Amasra e Sinope sul versante del Mar Nero. Nel 1284 Genova prese possesso della Corsica e di parte della Sardegna in seguito alla vittoria contro Pisa nella Battaglia della Meloria (nella quale la flotta pisana era comandata da un veneziano, ex-console di Costantinopoli, Alberto Morosini!). Come la Serenissima, anche la Superba gestì questi territori con un approccio che privilegiò, nello snodo strategico-commerciale più importante (in questo caso la Crimea) una gestione coerente con il regime democratico della città (v.si gli Statuta officii Gazariae del 1341, rivisti nel 1441) mentre nell'Egeo si ricorse in modo massiccio all'infeudazione dei cittadini che costruirono in prima persona il dominio oltremarino della repubblica. Rispetto ai marciani, però, i genovesi furono liberi, nel Trecento, di creare dei veri e propri potentati dotati di grande autonomia rispetto alla madrepatria, in ragione delle caratteristiche intrinseche del Comune genovese, privo della capillare presenza statale precipua di Venezia.

## I conflitti

### Prima guerra (Guerra di San Saba)
Il primo conflitto su vasta scala tra Genova e Venezia, chiamato anche Guerra di San Saba, data a pochi anni prima della riconquista bizantina di Costantinopoli. Ebbe origine da una disputa tra mercanti ad Acri (Israele), allora capitale del Regno di Gerusalemme da quanto la Città Santa era stata riconquistata per i musulmani da Saladino, piazza d'affari nevralgica per tutti i commerci e gli interessi, soprattutto Italiani, nel Litorale levantino. Futili motivi, in realtà alimentati da vecchie ruggini che avevano escluso i Genovesi dalla spartizione delle terre bizantine dopo la Quarta crociata, portarono ad un attacco ligure al quartiere veneziano d'Acri. I marciani, assieme a pisani, provenzali, cavalieri templari e alcuni membri della nobiltà locale si misero contro i catalani, gli anconetani, l'ordine degli ospedalieri, altri nobili locali e i genovesi. Una flotta inviata da Venezia sotto Lorenzo Tiepolo nel 1257 sconfisse una flotta genovese al largo di Acri quando arrivò a giugno dell'anno successivo.
Nel 1261 con la firma del Trattato di Ninfeo tra Genova e l'imperatore niceno Michele VIII Paleologo avvenne, come anticipato, la riconquista di Costantinopoli ai Latini appoggiati da Venezia. Sul lato marittimo la marina veneziana mantenne il dominio in battaglia sui genovesi. Le maggiori battaglie che si verificarono, ad Acri nel 1258, a Settepozzi in Eubea nel 1263 e al largo di Trapani in Sicilia nel 1266, furono schiaccianti vittorie veneziane. I genovesi invece si concentrarono sugli attacchi ai convogli commerciali veneziani con atti di pirateria come nella battaglia di Saseno.
Le controversie tra i genovesi e l'imperatore Michele VIII permisero ai Veneziani la possibilità di avere dei privilegi commerciali nell'impero bizantino, con una tregua firmata nel 1268. La guerra terminò nel 1270 con la Pace di Cremona, mediata da Luigi IX di Francia e Papa Clemente IV che desideravano organizzare l'Ottava crociata e avevano bisogno delle flotte veneziane e genovesi per quest'impresa. In seguito alla pace, Venezia aumentò il suo potere in ciò che rimaneva del Regno di Gerusalemme ma non riuscì a impedire il rilancio dei commerci genovesi nel mondo bizantino e la costituzione di un loro dominio commerciale nel Mar Nero che sarebbe durato fino alla conquista ottomana di Costantinopoli (1453).

### Seconda guerra (Guerra di Curzola)

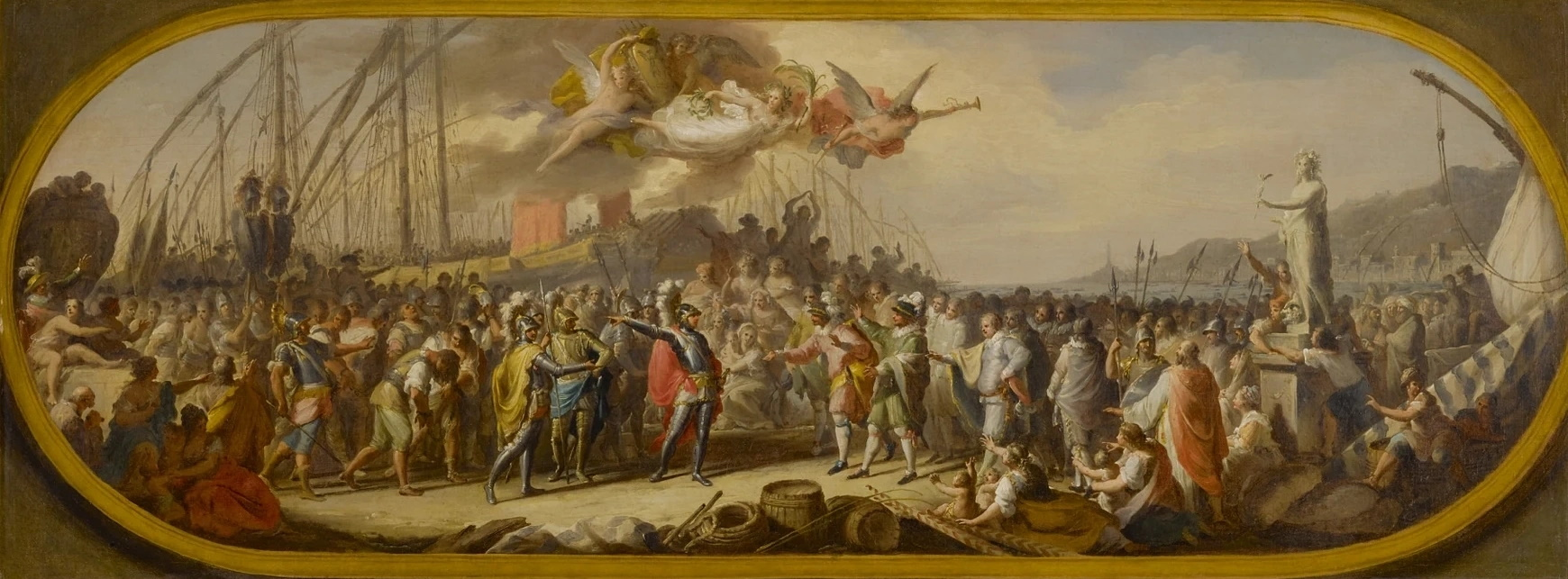
Il trionfo di Lamba Doria nella battaglia di Curzola - affresco a Palazzo Doria d'Angri.

La continua rivalità tra la Serenissima (che nel 1277 era riuscita a rientrare nell'orbita politica bizantina insediandosi a Salonicco) e la Superba portò a degli scontri nel 1291 e di fatto alla ripresa della guerra nel 1295.
Nel 1294, nella battaglia di Laiazzo, una flotta Veneziana fu distrutta da una flotta navale delle colonie orientali di Genova al largo dell'importante porto di Laiazzo, nel Regno armeno di Cilicia. Successivamente, i Veneziani ricostruirono una flotta che saccheggiò i porti genovesi di Focea nell'Egeo, Caffa in Crimea e Pera (allora sprovvista di mura) a Costantinopoli. In rappresaglia al sacco di Pera, i genovesi costantinopolitani diedero l'assalto al locale quartiere marciano, massacrandone gli abitanti. Nonostante la tregua bizantina-veneziana del 1285, l'imperatore bizantino Andronico II Paleologo si schierò immediatamente con i genovesi arrestando i sopravvissuti veneziani al massacro, tra cui il bailo Marco Bembo. In luglio, la flotta veneziana, al comando di Ruggiero Morosini Malabranca, prese d'assalto il Bosforo. Nel corso della spedizione furono catturati e saccheggiati vari possedimenti genovesi nel Mediterraneo e nel Mar Nero, tra cui nuovamente Focea e Pera. Il basileus, tuttavia, preferì a quel punto evitare di schierarsi nuovamente con Genova per evitare una guerra con la Laguna.
Nel 1298, la flotta genovese al comando di Lamba Doria entrò nell'Adriatico ed ingaggiò i marciani nella sanguinosa battaglia al largo dell'isola di Curzola (Battaglia di Curzola), il più grosso ed impegnativo scontro marittimo sino ad allora tra le due repubbliche. La flotta veneziana, sotto Andrea Dandolo, ne uscì distrutta. Anche i genovesi avevano subito delle gravi perdite e decisero di tornare in patria piuttosto che avanzare verso la Laguna.
Fu durante una di queste battaglie marittime, secondo alcuni propri a Curzola, secondo altri a Laiazzo, che il celebre veneziano Marco Polo fu fatto prigioniero e mentre era in prigione scrisse le sue memorie.
Nel 1299 con il trattato di Milano le due Repubbliche firmarono la pace. I Veneziani invece continuarono la guerra con i Bizantini.

### Interludio: le lotte contro turchi e mongoli
Al principio del XIV secolo, i rapporti tra Genova e Venezia erano ancora in uno stato di tensione (nel 1304 i liguri occuparono Chio con il benestare di Bisanzio) ma i rivolgimenti politici in Crimea riuscirono a fare delle due talassocrazie improbabili alleate.

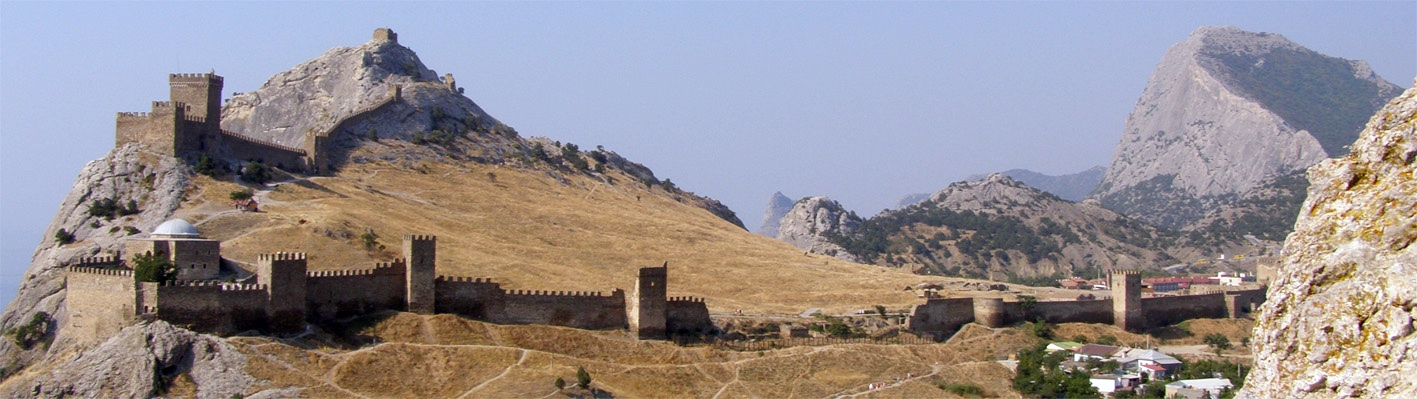
Fortezza genovese di Sudak, cittadina di Gazaria ad ovest di Caffa.

Sul Mar Nero, le relazioni tra i mongoli e i mercanti italiani erano infatti alquanto ambigue: i cavalieri mongoli, avversi al mare, beneficiavano del commercio italiano che collegava Asia ed Europa attraverso la Crimea ma l'arricchimento delle stazioni commerciali europee alimentava la loro cupidigia. Dal 1307 emersero tensioni sul tema della tratta degli schiavi turchi, venduti dagli italiani al sultanato mamelucco d'Egitto per farne soldati. Insoddisfatto di questo commercio alimentato dai rapimenti nella steppa per fornire un esercito al Mamelucco suo nemico, il khan Tokta dell'Orda d'Oro arrestò i genovesi residenti di Sarai Berke e assediò Caffa (Primo assedio di Caffa). Mal protetta da un recinto di terra e legno, la città cadde nel maggio 1308 e venne abbandonata dai liguri che la diedero alle fiamme. Morto Tokta (1312), Genova, inviò ambasciatori al suo successore, Uzbek Khan, che accettò di riaccogliere i liguri e adottò (1316) provvedimenti per favorire la ricostruzione di Caffa.
Nel 1327, Venezia prese a spingere per la formazione di una lega in chiave anti-turca comprendente Bisanzio, i Cavalieri Ospedalieri e il signore di Chio, per porre un freno al crescente potere dei Beilicati turchi d'Anatolia (nel 1320, Smirne, già genovese, era stata conquistata dall'emiro turco di Aydın). La lega affrontò e vinse le flotte turche nel Battaglia di Adramittio (1334) e supportò poi (1336-1337) le spedizioni anatoliche di Ugo IV di Cipro. Le successive spedizioni cristiane, note come Crociate di Smirne (1343-1351), riuscirono a portare un po' d'ordine in Anatolia dando respiro ai Paleologi dalla minaccia turca.
Nel frattempo, morto Uzbek Khan (1341), il figlio Ganī Bek riaccese le tensioni tra i mongoli, da poco convertiti all'Islam, e gli italiani in Crimea. Nel 1343, un nobile mongolo fu ucciso durante un alterco con un mercante veneziano nella città di Tana e, per rappresaglia, l'Orda attaccò gli esercizi marciani a Tana, dando a Ganī Bek il pretesto per assumere il controllo di tutte le stazioni commerciali italiane, mentre i genovesi approfittarono del ritiro veneziano da Tana per stabilire un monopolio commerciale nel Mar Nero.
Nel 1346 Ganī Bek attaccò Caffa (Secondo assedio di Caffa). Dopo due anni di assedio, i mongoli furono costretti a ritirarsi dopo essere stati decimati dalla peste che contagiò anche i genovesi dopo che Ganī Bek decise di gettare cadaveri appestati oltre le mura della città. A seguito di questo atto di guerra batteriologica, l'epidemia si diffuse rapidamente a Caffa e costrinse anche i genovesi ad abbandonare la città dopo che l'assedio fu tolto dai Mongoli. La dispersione dei mercanti italiani nel Mediterraneo, con le loro navi trasportanti topi infestati da pulci, fu la causa della seconda pandemia di peste in Europa, la cosidetta "Peste Nera".

### Terza guerra (Guerra degli Stretti)
Le controversie sul Mar Nero provocarono lo scoppio di un'altra guerra nel 1350, in cui Venezia si alleò col Re Pietro IV d'Aragona, in contrasto con Genova per il controllo della Sardegna. Gli Aragonesi entrarono in guerra nel 1351.
Nel 1351 una grande flotta genovese al comando di Pagano Doria assediò la colonia veneziana di Negroponte prima di avanzare a Costantinopoli. L'imperatore bizantino Giovanni VI Cantacuzeno, che aveva perso una breve guerra con i genovesi nel 1348-1349 vedeva di buon occhio un'alleanza con i veneziani che li aveva già aiutati negli attacchi nel quartiere bizantino di Pera. Una flotta veneziano-catalana sotto Niccolò Pisani arrivò poco dopo e unì le forze con i bizantini. Nel febbraio 1352 avvenne la Battaglia dello Stretto, nel Bosforo. Entrambe le parti subirono gravi perdite ma le perdite più gravi furono inflitte agli Aragonesi, inducendo Pisani a ritirarsi e permettendo a Doria di costringere Bisanzio a uscire dalla guerra.
Nell'agosto 1353, una flotta veneziano-aragonese comandata da Pisani ottenne una schiacciante vittoria sui genovesi di Antonio Grimaldi, al largo di Alghero, in Sardegna (v.si Battaglia navale di Porto Conte). Provata dalla sconfitta, la Superba si sottomise a Giovanni Visconti, Signore di Milano, per assicurarsi il sostegno finanziario nel potente interlocutore lombardo. Nel 1354 Pagano Doria sorprese Pisani durante il suo ancoraggio all'isola di Sapienza, nel Peloponneso, catturando l'intera flotta marciana (Battaglia di Sapienza). Questa sconfitta contribuì alla deposizione del doge Marino Faliero che venne decapitato e Venezia fece pace con Genova il 1º giugno 1355. Seppur anche tale guerra si concludesse in un nulla di fatto, Venezia fu attaccata dal Re Luigi I d'Ungheria che approfittò della debolezza marciana per impossessarsi della Dalmazia. Genova occupò con il benestare bizantino l'isola di Lesbo e, non avendo più necessità di sostegno da parte del Ducato di Milano, misconobbe tale alleanza nel 1356.

### Quarta guerra (Guerra di Chioggia)

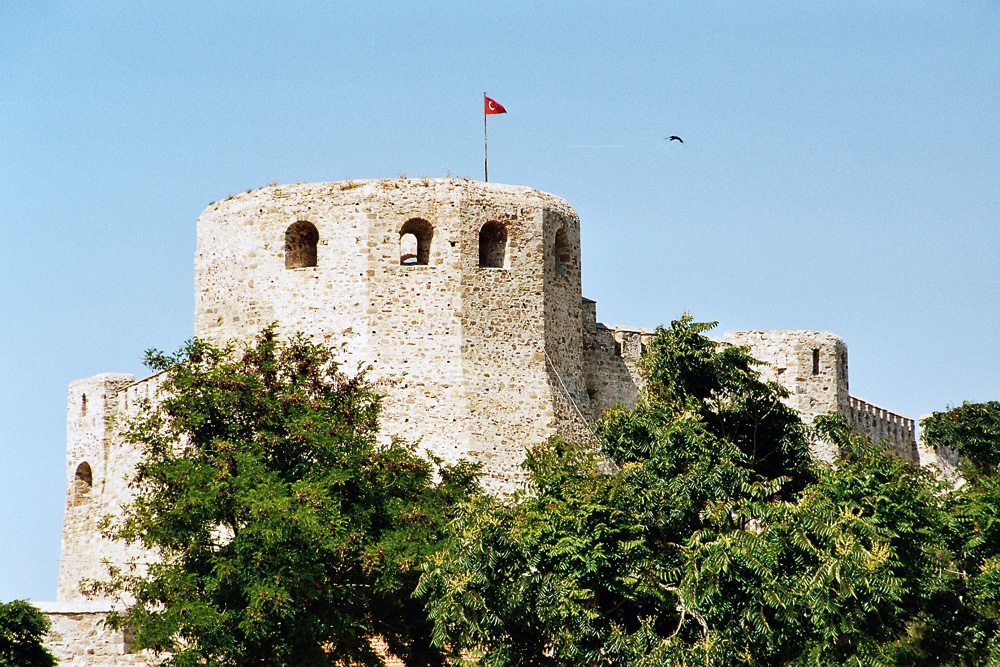
Fortezza Veneziana di Tenedo (Bozcaada).

Negli anni '70 del XIV secolo l'avanzata degli italiani nelle isole egee fomentò nuovi scontri. Anzitutto, nel 1374 Genova ottenne dai Lusignano il permesso di occupare la città di Famagosto, a Cipro. Nel 1376 il basileus Giovanni V Paleologo cedette a Venezia Tenedo, un'isola strategica per il controllo sui Dardanelli e, di conseguenza, sul Mar Nero. I Genovesi videro allora minacciato il loro accesso alla Crimea e appoggiarono il figlio di Giovanni, Andronico IV Paleologo, nel suo colpo di stato ai danni del padre in cambio del passaggio di proprietà di Tenedo alla Superba. I marciani non accettarono la mossa e mantennero il controllo sull'isola, resistendo all'assedio dei liguri nel 1377. Genova costruì allora un'alleanza con diversi nemici della Serenissima: il Regno di Ungheria, il Ducato d'Austria, il Patriarcato di Aquileia e i Carraresi di Padova. Venezia rispose alleandosi con la Signoria di Milano, il cui esercito minacciò Genova dal lato nord, e con il Regno di Cipro, che fu sconfitto in una guerra con Genova nel 1373-74 e sottoposto controvoglia all'egemonia genovese.
Una piccola flotta genovese guidata da Luciano Doria entrò nell'Adriatico nel 1378 e sconfisse i veneziani comandati da Vettor Pisani a Pola nel 1379. Luciano Doria venne ucciso in battaglia, i genovesi vennero raggiunti da alcuni rinforzi comandati da Pietro Doria. Dopodiché avanzarono verso Venezia. I genovesi catturarono il porto di Chioggia ma vennero respinti dalle difese della laguna veneta, mentre gli alleati Padovani attaccavano la Serenissima da terra.
Nel dicembre del 1379 il ritorno della flotta marciana al comando di Carlo Zen intrappolò le navi nemiche del porto di Chioggia, ove molte ne furono affondata grazie all'uso dell'artiglieria. I genovesi, ora a loro volta sotto assedio, furono costretti ad arrendersi nel giugno 1380.
I combattimenti continuarono anche dopo fino alla mediazione di Amedeo VI di Savoia che mise d'accordo le due parti a sottoscrivere la Pace di Torino (1381). Nonostante la vittoria a Chioggia, la guerra era stata finanziariamente disastrosa anche per Venezia.

## Conseguenze

Il litorale levantino nel XV secolo.

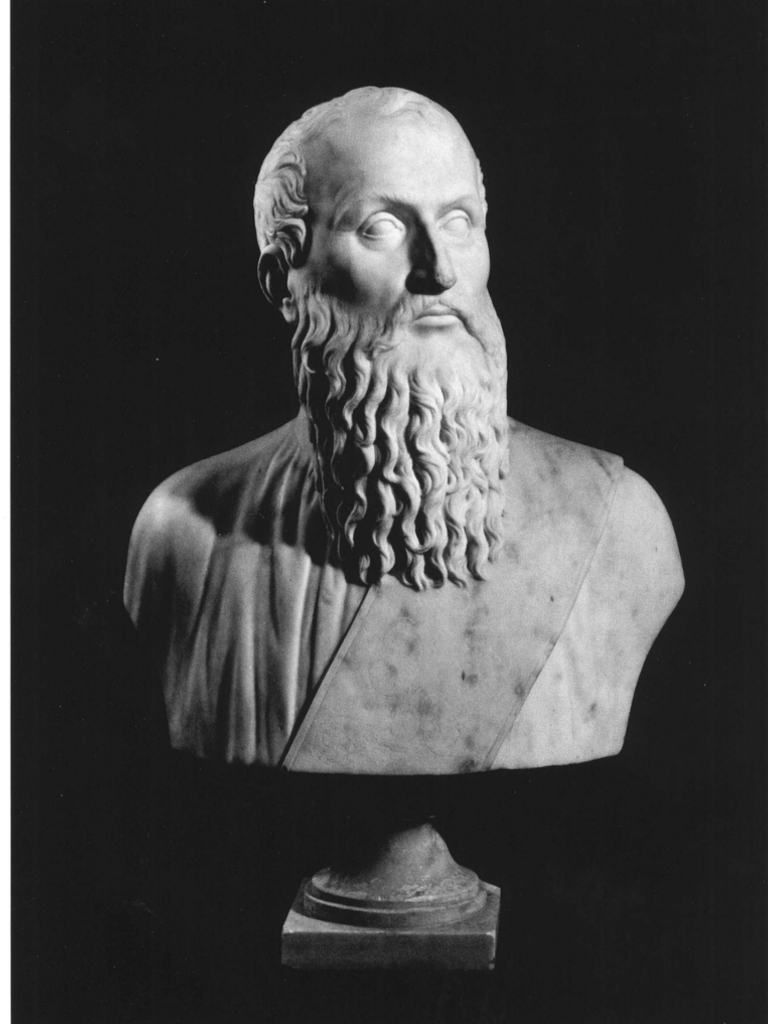
Busto del Capitano generale da Mar Veneziano Carlo Zen.

La guerra di Chioggia lasciò ancora una volta irrisolta la rivalità tra Venezia e Genova. Venezia gradualmente ricostruì le sue finanze pubbliche e approfitto dell'enorme vuoto di potere creatosi in Italia settentrionale alla morte di Gian Galeazzo Visconti, gettando le basi, con la Guerra di Padova (1404-1405), per i suoi "Domini di Terraferma".
Genova ebbe meno successo nel gestire i debiti accumulati durante le guerre, cadendo in una crisi finanziaria profonda nei decenni successivi. La sua instabilità politica cronica divenne acuta dopo il 1390, contribuendo all'accettazione della sovranità francese nel 1396. Il primo di una serie di periodi prolungati di dominio straniero durante il XV secolo, che ridusse la sua libertà di azione. Questi sviluppi contrastanti diminuirono la capacità di Genova di competere politicamente e economicamente con Venezia, sebbene le sue fortune commerciali continuarono a prosperare fino alla metà del XV secolo. Dopo il 1400, l'espansione del potere aragonese nel Mediterraneo occidentale rappresentò una minaccia crescente per Genova. Con gli Aragonesi vi furono una serie di guerre su vasta scala (1420–26; 1435–44; 1454–58) che misero in secondo piano le rivalità con Venezia.
Anche Venezia aveva messo in secondo piano le rivalità con Genova in seguito all'ascesa dell'Impero Ottomano. Profittando delle capacità tecniche dei greci delle regioni sottomesse, i turchi avevano infatti cominciato a dotarsi d'una propria flotta, impegnandola a danno dei possedimenti marciani nel Levante. nel 1415, Venezia risolse di rispondere agli attacchi e l'ammiraglio Pietro Loredan stroncò la neonata flotta ottomana nella Battaglia di Gallipoli (1416). L'anno dopo Loredan tornò nei Dardanelli per dar battaglia ai turchi e la situazione fu congelata da un trattato ottomano-veneziano (1419). Già nel 1423 veneziani ed ottomani tornarono a scontrarsi per il controllo su Salonicco, ceduta dai bizantini a San Marco nella speranza di salvarla: la contesa si protrasse sino al 1430. Si andò avanti così fino alla caduta di Costantinopoli per mano degli ottomani, quando Venezia si trovò in prima linea ad affrontare la minaccia del Gran Turco. Nei secoli successivi le guerre turco-veneziane segneranno il futuro della Serenissima fino al 1797 anno della caduta della Repubblica di Venezia.
Atti di pirateria tra Veneziani e Genovesi (sottoposti al controllo francese nel frattempo) continuarono comunque fino alla vittoria Veneziana nella Battaglia di Modone (1403). Genova passò sotto un periodo di dominio milanese. Il conflitto tra Milano e Venezia durante le Guerre di Lombardia riportò Genova ad un'altra battaglia navale dove venne sconfitta a San Fruttuoso nel 1431. Tuttavia, la rivalità aveva cessato di essere una considerazione dominante negli affari di entrambe le città che anzi dagli anni '30 del secolo presero a collaborare tentando, invano, di salvare i bizantini dall'assoggettamento agli ottomani.

### Esplicative
1. ↑  Il nucleo originario dell'Arsenale si dovette all'iniziativa del doge Ordelaffo Falier (in carica 1102-1117) - Zorzi 1979, p. 70.

### Bibliografiche
1. ↑  (FR) Grandes découvertes, su Encyclopædia Universalis..
2. ↑   Antonella Grignola (a cura di), Le repubbliche marinare - Amalfi, Genova, Pisa, Venezia, Colognola ai Colli (VR), Giunti, 1999,  pp. 6-7, ISBN 978-88-440-1319-6.
3. ↑   Guglielmo Heyd, Le colonie commerciali degli Italiani in Oriente nel medio evo, Venezia e Torino, G. Antonelli & L. Basadonna, 1866,  p. 322.
4. ↑  Zorzi 1979, pp. 65-66.
5. ↑  Zorzi 1979, pp. 110-113.
6. ↑  Racine 2012, pp. 35-54.
7. ↑  Zorzi 1979, p. 130.
8. ↑  (FR) Pascal Buresi, Échanges commerciaux entre l'Occident et Byzance - repères chronologiques, su Encyclopædia Universalis.
9. ↑  Mévil 1856, pp. 8-13.
10. 1 2  Lane 1973, pp. 75-76.
11. 1 2  Rochette 2005, pp. 61-67.
12. 1 2 3 4  Grousset 1939.
13. ↑  Zorzi 1979, pp. 130-131.
14. ↑   Arsenale, in Treccani.it – Vocabolario Treccani on line, Roma, Istituto dell'Enciclopedia Italiana. URL consultato il 2 agosto 2015.
15. ↑  Zorzi 1979, p. 121.
16. ↑   Jean-Claude Hocquet, L'arsenale di Venezia. Creazioni, ammodernamenti, sopravvivenza di una grande struttura industriale, in XVII secolo, 2011,  p. 12.
17. ↑  Enciclopedia Treccani: Invenzione della galea Grossa
18. ↑   Graziano Arici, La galea ritrovata, Consorzio Venezia Nuova, 2003,  p. 63.
19. ↑  Lane 1973, p. 175.
20. ↑  (FR) Jean Longnon, L'Empire latin de Constantinople et la principauté de Morée, 1949,  p. 91.
21. 1 2  Le Bris 2014.
22. ↑  (FR) Olivier Chaline, Les théâtres de batailles dans le sud-est de l'Europe, su cairn.info.
23. ↑  Arbel 1996.
24. ↑  (FR) Les Grimaldi : princes de Monaco depuis 700 ans, su Monaco Tribune..
25. ↑  Balard UNIVERSALIS.
26. ↑  Barazzutti 2014, p. 3.
27. 1 2  Zorzi 1979, p. 139.
28. ↑   Giovanni Forcheri, Navi navigazione a Genova nel Trecento. Il Liber Gazarie, Bordighera, Istituto internazionale di studi liguri, 1974.
29. ↑  (FR) J.M. Pardessus, Collection des lois maritimes antérieurs au XVIII siècle, IV, rist. Torino, Gaudenzi, Parigi, Imprimerie Royale, 1968  [1837],  pp. 423-434.
30. ↑  Lane 1973, pp. 73-75.
31. ↑  Lane 1973, pp. 76-77.
32. ↑  Lane 1973, pp. 77-78.
33. ↑  Zorzi 1979, p. 140.
34. ↑  Ostrogorsky 1969, pp. 490-491.
35. ↑  Zorzi 1979, p. 156.
36. ↑  Zorzi 1979, p. 141.
37. ↑   Michel Balard e Gilles Veinstein, Continuité ou changement d'un paysage urbain ? Caffa génoise et ottomane, in Actes des congrès de la Société des historiens médiévistes de l'enseignement supérieur public, vol. 11, n. 1, 1980,  pp. 79-131, DOI:10.3406/shmes.1980.1361. URL consultato l'11 maggio 2020.
38. 1 2  (EN) Mark Wheelis, Biological Warfare at the 1346 Siege of Caffa - Volume 8, Number 9—September 2002 - Emerging Infectious Diseases journal - CDC, in Emerging Infectious Diseases • Vol. 8, No. 9, settembre 2002, DOI:10.3201/eid0809.010536. URL consultato il 9 maggio 2020.
39. ↑  (FR) Charles Marie Sainte-Marie Mévil, La Mer Noire au moyen age: Caffa et les colonies génoises de la Crimée…, E. Dentu, 1856.
40. ↑  (FR) Şerban Papacostea, Les Gênois et la Horde d'Or: le tournant de 1313, in Dominique Valérian, Damien Coulon, Catherine Otten-Froux e Paule Pagès (a cura di), Chemins d'outre-mer: Études d'histoire sur la Méditerranée médiévale offertes à Michel Balard, Éditions de la Sorbonne, 22 gennaio 2016,  p. 658, ISBN 978-2-85944-827-1. URL consultato il 16 giugno 2020.

### In italiano
Fonti
- Marin Sanudo, Vite de' duchi di Venezia, a cura di Ludovico Antonio Muratori, Rerum Italicarum Scriptores, XXII, Milano, 1733,  cols. 399–1252.

Studi
- Benjamin Arbel, Colonie d'oltremare, in Storia di Venezia, Roma, Istituto dell'Enciclopedia Italiana, 1996.
- Michel Balard, La lotta contro Genova, in Storia di Venezia. Dalle origini alla caduta della Serenissima, III vol. (La formazione dello stato patrizio), Roma, Istituto dell'Enciclopedia Italiana, 1997,  pp. 87-126, OCLC 1002736138.
- John J. Norwich, Una storia di Venezia, New York, Alfred A. Knopf, 1982.
- George Ostrogorsky, Storia dello stato bizantino, Rutgers University Press, 1969, ISBN 0-8135-0599-2.
- Kenneth M. Setton, Dominazione catalana di Atene (1311–1380), edizione rivisitata, Londra, Variorum, 1975.
- Alvise Zorzi, La Repubblica del Leone. Storia di Venezia, Milano, Bompiani, 1979, ISBN 978-88-452-9136-4.

### In altre lingue
- (FR) Michel Balard, Jacques Guillerme e Michel Roux, Gênes, Crises et transitions (XIVe-XVe s.), su Encyclopædia Universalis.
- (FR) Michel Balard, Jacques Guillerme e Michel Roux, Gênes, L'âge d'or (XIIe-XIIIe s.), in Encyclopædia Universalis.
- (FR) David Le Bris, Quand Gênes et Venise se disputaient le monde, in Le Monde, 18 aprile 2014.
- (FR) René Grousset, L'Empire des steppes, Attila, Gengis-Khan, Tamerlan (PDF), 1939,  pp. 494-511.
- (EN) Frederic C. Lane, Venice: A Maritime Republic, Johns Hopkins University, 1973, ISBN 0-8018-1445-6.
- (FR) Renaud Rochette, Reconstruire l'Empire, Les projets de Michel VIII Paléologue, 2005.
- (ES) Francesch Rodón i Oller, Fets de la Marina de guerra catalana, Barcellona, 1898.